# GCW Zero
Der GCW Zero ist eine Linux-basierte Handheld-Konsole von Game Consoles Worldwide. Der GCW Zero wurde ermöglicht durch eine erfolgreiche Crowdfunding-Kampagne auf Kickstarter am 29. Januar 2013.

## Überblick
Der GCW Zero wurde konzipiert, um Spiele von Homebrew/Independent Spieleentwicklern zu spielen, als auch Emulatoren für klassische Spielsysteme auszuführen.
Unterstützte Systeme beinhalten auch solche Spielkonsolen wie Neo Geo, Sega Mega Drive, Sega Master System, Sega Game Gear, Nintendo Entertainment System, Super Nintendo Entertainment System, und MSX, als auch Arcade-Automaten mithilfe des Emulators Final Burn Alpha.
Für ScummVM existiert seit der Version 1.8 eine eigene Portierung für den GCW Zero.
Das verwendete Betriebssystem OpenDingux war ursprünglich für den Dingoo A320/A330 entwickelt worden, und wurde für den GCW Zero portiert.
Als GUI-Frontend dient eine Portierung von GMenu2x, das ursprünglich für den GP2X entwickelt worden war.

## Spezifikationen
| Prozessor             | Ingenic JZ4770, 1000 MHz (MIPS-Architektur) |
| Arbeitsspeicher       | 512 MB DDR2 |
| Interner Speicher     | 16 GB microSDHC-Karte vorinstalliert (kann ausgetauscht oder erweitert werden), davon ca. 14 GB unbelegt |
| Zusätzlicher Speicher | bis zu 32 GB mit microSDHC oder bis zu 64 GB mit microSDXC (nach Formatierung mit einem unterstützten Dateisystem, z. B. ext4 oder FAT32) |
| Eingabe               | Steuerkreuz, ABXY-Knöpfe, Schultertasten, Start- u. Select-Knopf, analoger Joystick, Power-Slider |
| Ausgabe               | integrierter Stereo-Lautsprecher; kein TV-Ausgang, sondern AV-Ausgang: vierpolig ausgeführte Klinkenbuchse, die sich auch als Kopfhöreranschluss nutzen lässt und mittels Adapter sowohl Videocomposite-Signal als auch Stereo-Audio via Cinchstecker zur Verfügung stellt |
| Konnektivität         | Mini-USB 2.0 OTG, Mini-HDMI 1.3-Ausgang, 3.5 mm A/V Port für Kopfhörer und analog TV-Out, Wi-Fi 802.11 b/g/n 2.4 GHz |
| Bildschirm            | 3,5" LCD, 320×240 Pixel (4:3 Seitenverhältnis), LED-Backlight |
| Akkumulator           | 3,7 V (2200 mAh) Li-Ion, Laufzeit ungefähr 7–10 Stunden |
| Sonstiges             | Mikrofon (Mono), Beschleunigungssensor, Vibrationsmotor, integriertes FM-Radio, Reset-Taster, 2 Status-LEDs |
| Abmessungen           | 143 mm × 70 mm × 18 mm |
| Gewicht               | 225 g |

## Rezeption
Die Rezeption war im Allgemeinen positiv, und konzentrierte sich auf die Emulationsfähigkeiten des Gerätes. Steve Tilley von der Zeitung Toronto Sun bestätigte das klobige Interface und die urheberrechtsverletzende Herkunft vieler im Internet kursierender Spiele-ROMs. Dennoch sprach er in den höchsten Tönen von dem Gerät, und beschrieb es als das "Halten eines Stücks meiner Kindheit in meinen Händen". David Heywood von der Zeitung Micro Mart lobte die exzellente Verarbeitungsqualität des Geräts sowie die Verwendung eines Betriebssystems (OpenDingux), welches bereits weit verbreitet unter Handheld-Konsolen war.